# Petz Aladár
Felpéczi Petz Aladár (Győr, 1888. december 10. – Győr, 1956. február 27.) a budapesti sebészeti klinika tanára, majd évtizedekig a győri kórház igazgatója, egy világszerte elterjedt sebészeti eszköz feltalálója.

## Életpályája

### Származása
Apja felpéczi Petz Lajos (1854–1932), Győr szabad királyi város tiszti főorvosa, felsőházi tagja, a Szentháromság kórház igazgató-főorvosa, anyja Beszedits Rozália (1857–1943) tanítónő volt. Petz Lajos Győr város tiszti főorvosa, közkórház igazgatója 1913. augusztus 20-án I. Ferenc József magyar királytól magyar nemességet és a felpéczi nemesi előnevet szerezte meg adományban. Az apai nagyszülei Petz Adolf (1818–1889), ügyvéd, királyi törvényszéki bíró, és a nemesi származású potyondi és csáfordi Pottyondy Amália (1822–1902) voltak. Az anyai nagyszülei Beszedits Ferenc, alapítványi uradalmi főtiszt és O'Egan Róza (1810–1886) voltak. Az apai nagyanyai dédszülei potyondi és csáfordi Pottyondy István (1794–1849), királyi testőr, földbirtokos és szarvaskendi és óvári Sibrik Ágnes (1789–1824) voltak. Pottyondy Istvánné Sibrik Ágnes féltestvére szarvaskendi és óvári Sibrik Erzsébet (1768–1803) idősebb kehidai Deák Ferenc (1761–1808) zalai főszolgabírónak a felesége, illetve Deák Ferencnek, a haza bölcsének az édesanyja volt. Az egyik apai nagynénje Vargyasné Petz Vilma (1852–1938) állami leányiskolai igazgatónő, akinek a férje kapuvári Vargyas Endre (1842–1913), királyi tanácsos, királyi tanfelügyelő, újságíró.

### Tanulmányai
A középiskolát a Győri Magyar Királyi Állami Főreáliskolában végezte, majd a Pázmány Péter Tudományegyetem Orvostudományi Karán folytatta tanulmányait, ahol 1911. november 4-én kapott orvosi oklevelet. 

### Munkássága
1910-ben gyakornok a budapesti I. sz. Kórbonctani intézetben, majd 1911. december 1-től 1913. szeptember 1-ig díjtalan, majd díjas gyakornok lett az I. sz. Belklinikán, ezután 1919 szeptemberéig díjtalan, majd díjas műtősnövendék volt az I. sz. Sebészeti Klinikán. 
Közben az első világháborúban 40 hónapot szolgált; 1917-től parancsnoka a K.u.K. Chirurgische Kraftwagen Ambulanz No. 1. Stiftung Erzherzogin Maria Therese motorizált sebészcsoportnak. 1919. szeptember 1. és 1922. július 31. között tanársegéd volt a II. sz. Sebészeti Klinikán. 1921-ben a Magyar Sebésztársaság VIII. kongresszusán bemutatta a később híressé vált találmányát, a gyomorvarrógépét. Az 1921. december 29-én tett szabadalmi bejelentés alapján magyar szabadalmat kapott, 85708 lajstromszám alatt. 1922. augusztus 1-től a győri Szentháromság Kórház igazgatója és sebész főorvosa lett. Nevéhez fűződik az új belosztály, ideg- és elmeosztály, gyermekosztály és bőrgyógyászati osztály kialakítása. Munkája során folyamatosan a kórház fejlesztésén és korszerűbbé tételén tevékenykedett. 1929-ben megjelent a Győr Szabad Királyi Város Szentháromság Kórházának Múltja és Jelene című könyve, melyben a város egészségügyének történetét írta le 1749-től 1928-ig. 1933-ban az ún. distractiós készülékkel korszerűsítette a nyílt alkar és lábszártörések kezelését. 1936-ban a Magyar Sebészeti Társaság elnökének választották. 
A második világháború során számos helyzetben nyilvánult meg emberi helytállása. Az ostrom napjait is a kórház falai között és a pincékben berendezett műtőben töltötte. 1950-ben politikai okokból leváltották igazgatói állásából, a Sebészeti Osztályt azonban haláláig vezette. 
A hasi műtétekről írt tanulmányai külföldön is hírnevet szereztek számára. A Sebészeti Társaság 1921. évi kongresszusán bemutatott találmánya, a Hültl-féle gyomor-bélvarró gép továbbfejlesztésével kialakított eszközt. Az új műszer a gyomorcsonkolással járó veszélyeket jelentős mértékben csökkentette, a műtétek kivitelét gyorsabbá, biztonságosabbá tette. Találmánya az egész világon elterjedt, a német orvosi szaknyelvben nevéből képzett igével jelölik a varróműszerével végzett operálást („durchpetzen”). Más készülékeket is szerkesztett, például a törések kezelésére.
Gyomor bélvarrógépemet, mint klinikai tanársegéd, 1920-ban szerkesztettem. Egyrészt abból az elgondolásból és szükségből kiindulva, hogy a sebésznek súlyosan fertőző tartalmú széles lumeneit kell az emésztőcsatornának megnyitni, melyekből eredő szennyezés a következményes hashártyagyulladás miatt a betegre nézve a legnagyobb fokú életveszélyt jelenti. Másrészt, az ilyen fertőzött tartalmú, széles lumenek kézi úton történő elvarrása sok időt vesz igénybe, ami a műtétet igen meghosszabbítja és ez a körülmény főleg altatott betegnél további komoly veszélyt jelent.

## Műve
- Oláh A. Dézsi C.A., Aladár Petz (1888–1956) and His World-Renowned Invention: The Gastric Stapler, Dig Surg 2002;19:393–399 (DOI: 10.1159/000065837), Karger, Medical and Scientific Publishers; pdf[halott link]
- Győr szabad királyi város Szentháromság közkórházának múltja és jelene. (Győr, 1929.)

## Emlékezete
Nevét 1991-től a győri Petz Aladár Egyetemi Oktató Kórház viseli.